# Trois-Monts

Trois-Monts este o comună în departamentul Calvados, Franța. În 2015 avea o populație de 418 de locuitori.